# Logicon

## Sobre o logicon
O Logicon - Centro de Pesquisa em Logística Integrada à Controladoria e Negócios é um Centro de Pesquisas e Projetos na Faculdade de Economia, Administração e Contabilidade da Universidade de São Paulo, dedicado a geração e aprofundamento de conhecimentos sobre modelos avançados de Gerenciamento de Cadeias de Suprimento (GCS) e Logística. O foco é compreender estrategicamente o papel de tais modelos na competitividade e nos resultados econômico-financeiros das empresas 
No campo acadêmico o Logicon tem desenvolvido e apoiado projetos de pesquisa, teses, dissertações e artigos científicos, buscando contribuir para o aprimoramento do ensino destes temas na graduação e pós-graduação 
O Logicon integra-se a FIPECAFI – Fundação Instituto de Pesquisas Contábeis, Atuariais e Financeiras, oferecendo ao mercado programas de educação continuada e serviços de consultoria empresarial 

## Origem e fundação
O Logicon foi criado em 2.000 através de um convênio entre a Ford e a Fipecafi para um programa de estudos de custos e conseqüências estratégicas e econômico-financeiras das soluções logísticas.

## Visão
Tornar-se um Centro de Excelência e referência no conhecimento sobre os efeitos estratégicos e financeiros nos negócios, decorrentes da aplicação de conceitos, soluções e modelos de ponta em SCM e Logística. 

## Missão
“Acumular, disseminar e apoiar a aplicação de conhecimentos sobre Gerenciamento de Cadeias de Suprimento e Logística, relevantes para o País, em especial focalizando a busca da competitividade e melhoria dos resultados econômico-financeiros das empresas”.